# Nigaul
Nigaul – gaun wikas samiti w środkowej części Nepalu w strefie Dźanakpur w dystrykcie Mahottari. Według nepalskiego spisu powszechnego z 2001 roku liczył on 1086 gospodarstw domowych i 6419 mieszkańców (3140 kobiet i 3279 mężczyzn).